# Плота (приток Потудани)
Плота — река в России, правый приток Потудани (бассейн Дона). Протекает в Старооскольском районе Белгородской области. Длина реки — 17 км. Площадь водосборного бассейна — 71,2 км².

## Описание
Река берёт начало западнее хутора Змеевка. Течёт в восточном направлении. У села Владимировка впадает в пруд на реке Потудань, лежащий на высоте 114 м над уровнем моря. В русле реки у села Владимировка обустроено водохранилище.
На реке расположены два населённых пункта хутор Змеевка и село Плота.